# Éder Jofre
Éder Jofre o Eder Jofre (São Paulo, 26 de marzo de 1936-Embu das Artes, São Paulo, 2 de octubre de 2022) fue un boxeador brasileño. Éder luchaba, en su época como amateur, en el São Paulo Futebol Clube. Es considerado por especialistas internacionales como el mayor peso gallo del boxeo de la era moderna, siendo conocido por el apodo de "Galinho de Ouro", concedido por el escritor Benedito Ruy Barbosa.

## Biografía

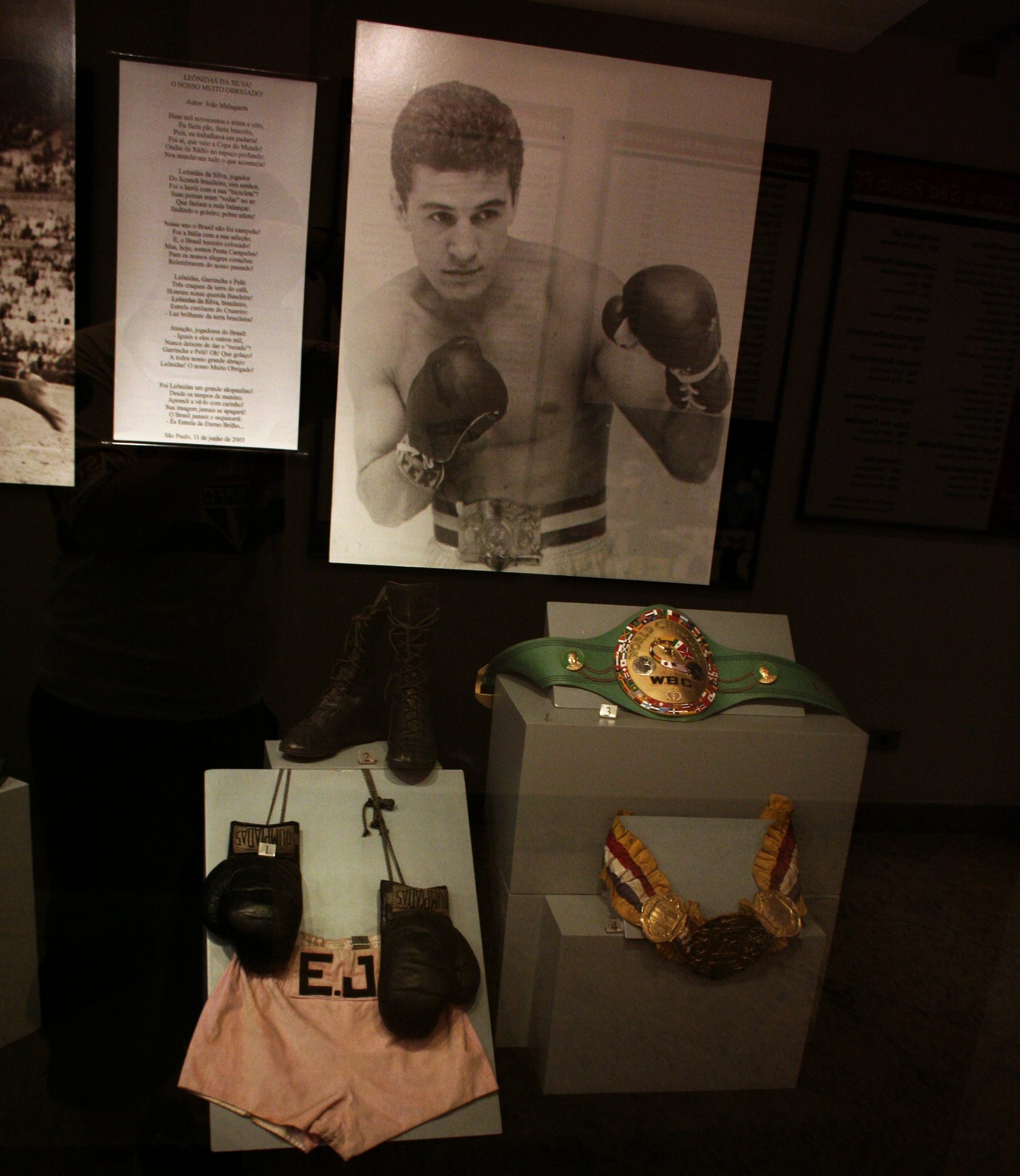
Espacio dedicado a Éder Jofre en el São Paulo Futebol Clube.

Éder nació en el centro paulistano en la Rua do Seminário y posteriormente se mudó al barrio de Peruche, proveniente de una familia de boxeadores. Su padre, el argentino José Aristides Jofre, más conocido como "Kid Jofre" (1907-1974), había sido un púgil respetable, pasando sus conocimientos a Éder, que luego aprendió a "amar el noble arte", a pesar de que su primera opción profesional había sido el diseño arquitectónico, curso que hizo en su adolescencia.
En 1953, Éder subía por primera vez al cuadrilátero como amateur, en el torneo "Forja de Campeones", patrocinado por el periódico Gazeta Esportiva. Aún en condición de amateur, disputó los Juegos olímpicos de 1956 en Melbourne. Llegó a los juegos como uno de los favoritos, invicto como amateur hasta entonces. Sin embargo, debido a un error de la organización brasileña, que lo hizo entrenar con un púgil bastante superior a él, se fracturó la nariz, lo que lo dejó en baja condición física teniendo que respirar por la boca, acabando en derrota.
En 1958 ganó cuatro combates más, y luego, el 14 de mayo de ese año, disputó su primer combate en el extranjero, consiguiendo un empate en una pelea a diez asaltos contra Ruben Cáceres en Montevideo, Uruguay. El 14 de noviembre José Smecca se convirtió en el único púgil en tumbar a Jofre en toda su carrera; Jofre se repuso rápidamente en el primer asalto y consiguió noquear a Smecca en el séptimo asalto del combate.

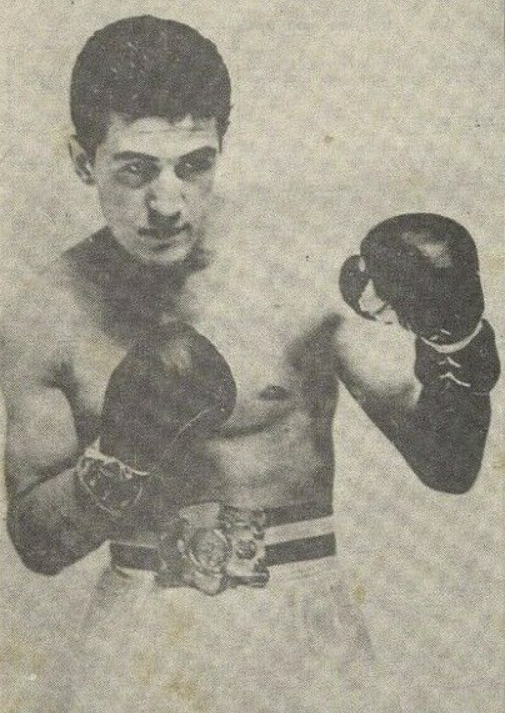
Éder Jofre en 1962.

Como profesional, Éder comenzó en 1957 en la categoría de peso gallo. Al año siguiente, ya era campeón brasileño en su categoría. En 1960 contra el argentino Ernesto Miranda conquistó el título sudamericano de los "gallos", comenzando así a escribir su nombre en la historia del boxeo mundial. Ese mismo año se traslada a Estados Unidos y se convierte en campeón mundial por la Asociación Mundial de Boxeo, venciendo por nocaut al mexicano Eloy Sánchez en el Olympic Auditorium. Un año más tarde unifica los títulos de la categoría "peso gallo" venciendo al irlandés Jhonny Caldwell, campeón europeo. Éder consiguió mantener su título mundial hasta 1965, ganando todos los combates por nocaut. Ese año, en un polémico resultado, fue derrotado por el japonés "Fighting" Harada. En 1966, en la revancha, otra controvertida derrota de Éder acabó por desilusionar al paulistano.
No obstante, cuando nadie lo esperaba, en 1970 Éder volvió al cuadrilátero, luchando en la categoría de peso pluma. Fueron 25 victorias, siendo una de ellas contra el grande cubano José Legra, lo que le valió el título mundial del Consejo Mundial de Boxeo (WBC) en una categoría superior a la que había comenzado; eso tuvo lugar en 1973. En 1974, falleció su padre y entrenador José Aristides Jofre (Kid Jofre) y en 1976, debido al fallecimiento de su hermano Dogalberto, Éder se apartó del boxeo profesional.

### Actualidad
Incluso después de haberse retirado del deporte, Éder siguió disputando algunos combates de exhibición –uno de ellos en el Gimnasio del Ibirapuera–, siendo uno de los más destacados contra el púgil Servílio de Oliveira, primer medallista olímpico brasileño de boxeo en 1996, televisado por la Rede Record de Brasil.
Éder también ha sido entrenador de boxeo en una academia de São Paulo de clase media-alta, entrenando a modelos, actores y empresarios, entre otros. También se ha dedicado a la política, siendo miembro del Partido de la Social Democracia Brasileña (PSD) en 1982. En 1989 se afilió al PSDB –partido al que aún se encuentra afiliado– de 1989 y 2000.

## Premios y homenajes
- Mejor peso gallo del mundo - 1963.
- Mejor "peso gallo" de todos los tiempos (Consejo Mundial de Boxeo) (CMB).
- Mejor en su categoría de peso de América Latina - Impreso en República Dominicana.
- Los púgiles de peso gallo que defienden con éxito el título mundial cinco veces de forma consecutiva por la Asociación Mundial de Boxeo (AMB) reciben el cinturón de supercampeón denominado "Eder Jofre".
- Presente en el Salón de la Fama del Boxeo, situado en la ciudad de Cannastota, Nueva York, Estados Unidos - 1992.[3] Hasta la fecha es el único púgil brasileño en el Salón de la Fama del Boxeo.
- Noveno mejor boxeador de los últimos 50 años - Revista norteamericana The Ring - 2002 (Al lado de grandes del deporte como Sugar Ray Robinson, Muhammad Ali, Sugar Ray Leonard, Roberto Duran, Julio Cesar Chavez, Carlos Monzón, Alexis Argüello)
- Citado en el manga japonés Hajime no Ippo por su upper en el combate contra Masahiko Harada en Nagoya, Japón, en 1965. Genji Kamogawa compara el gancho del protagonista, Ippo Makunouchi, con el de Jofre cuando lo ve por primera vez.
- Citado en la edición del 90.º aniversario de la revista The Ring como el mejor púgil de la década de 1960, por delante de Muhammad Ali, que quedó en segunda posición. Elección realizada por especialistas del boxeo.

## Palmarés
- 78 combates
- 72 victorias
- 50 nocauts
- 4 empates
- 2 derrotas (dos controvertidas contra Harada)